# Rong nho
Rong nho (tên khoa học: Caulerpa lentillifera) là một loài rong tảo biển thuộc họ Caulerpaceae, dùng làm rau rất bổ dưỡng. Người Anh gọi nó là trứng cá xanh  (green caviar), người Nhật Bản gọi nó là nho biển (海ぶどう, umi-budō). Rong nho phân bố tự nhiên ở vùng Đông Nam Á, Nhật Bản (xung quanh đảo Okinawa) và các đảo vùng Thái Bình Dương. Năm 2006 các nhà khoa học thuộc Viện Hải dương học Nha Trang đã tìm thấy loài này ở đảo Phú Quý, tỉnh Bình Thuận, với kích thước nhỏ hơn nhiều so với rong nho ở Philippines hay Nhật Bản.

## Hình ảnh

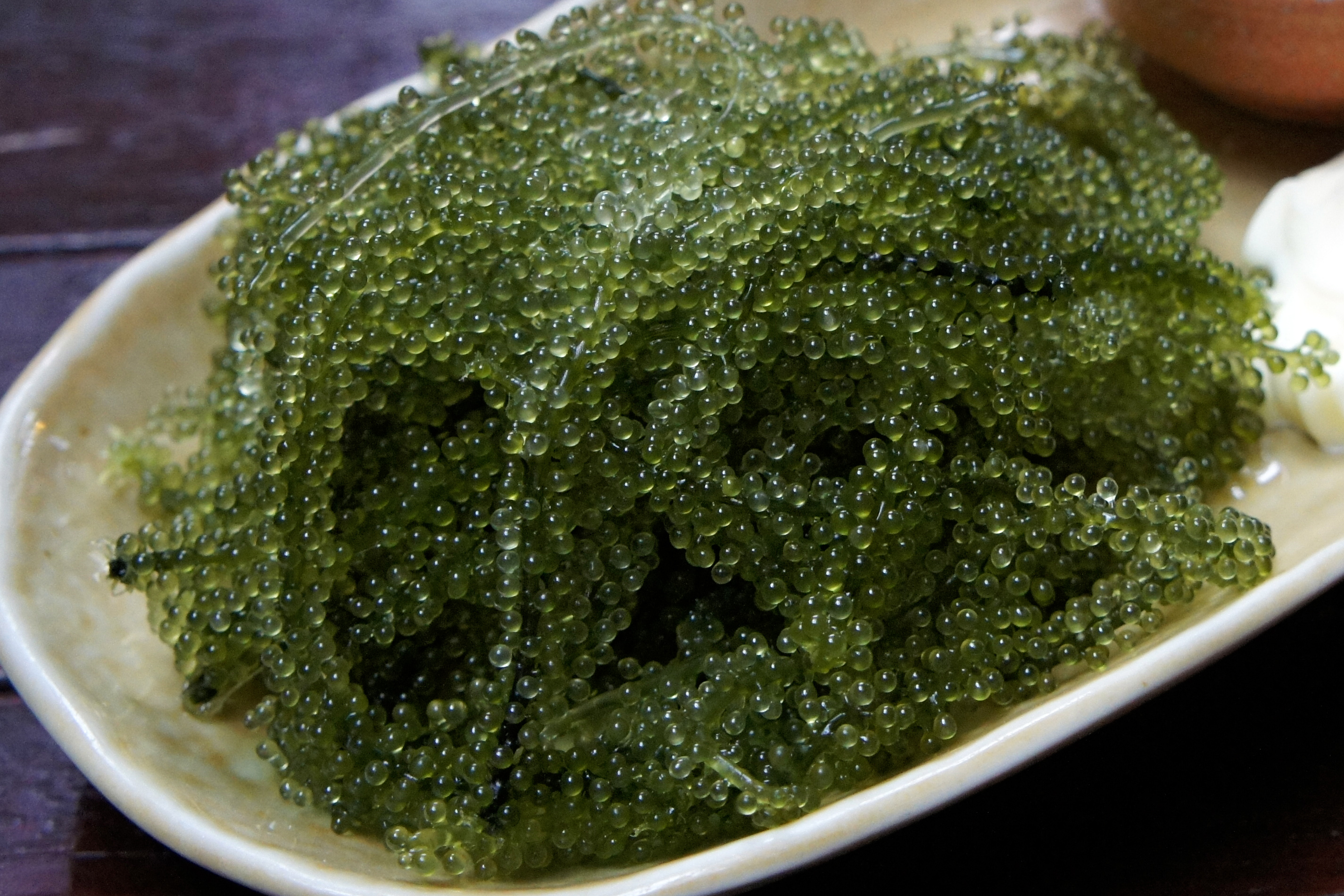
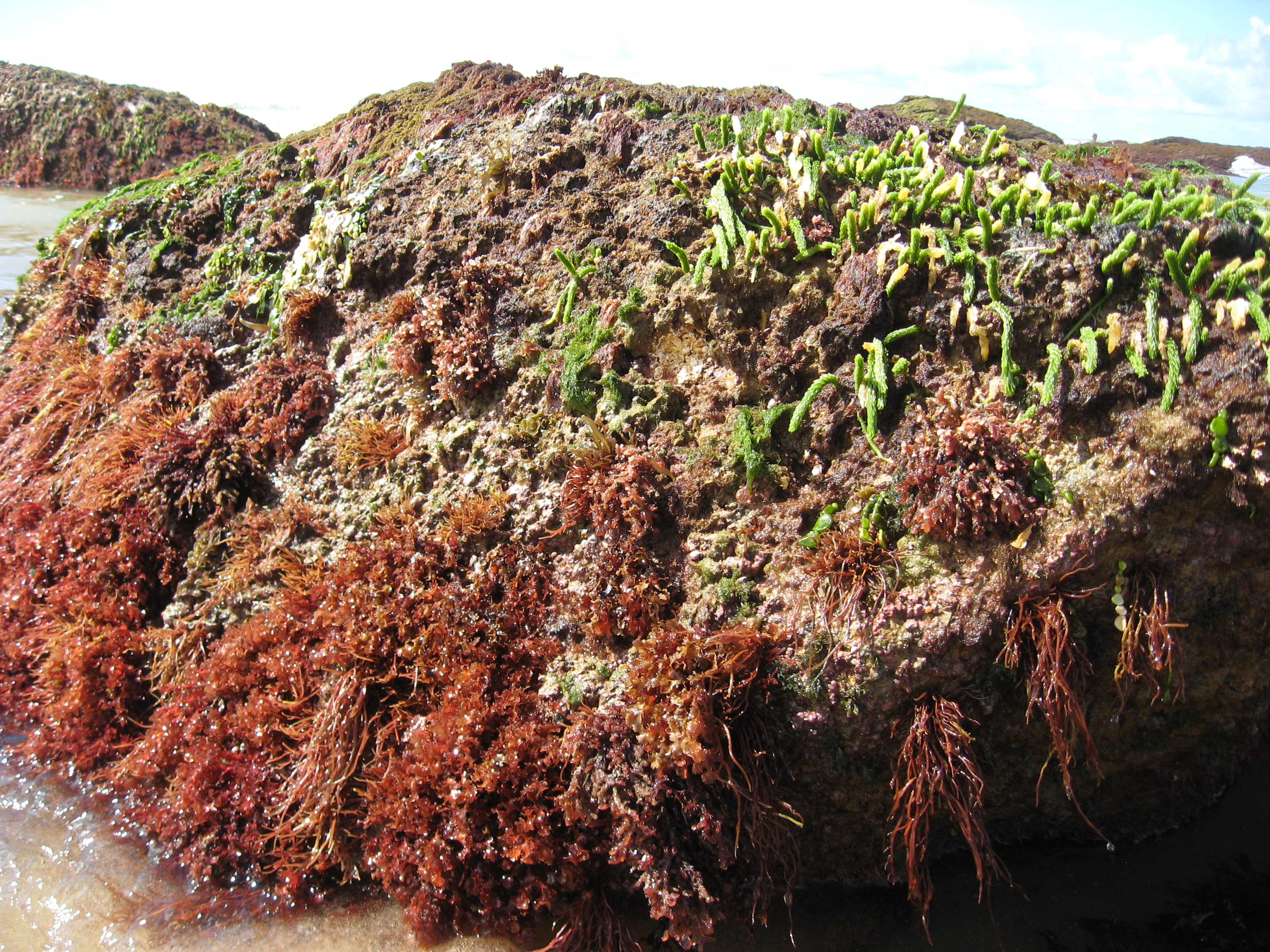
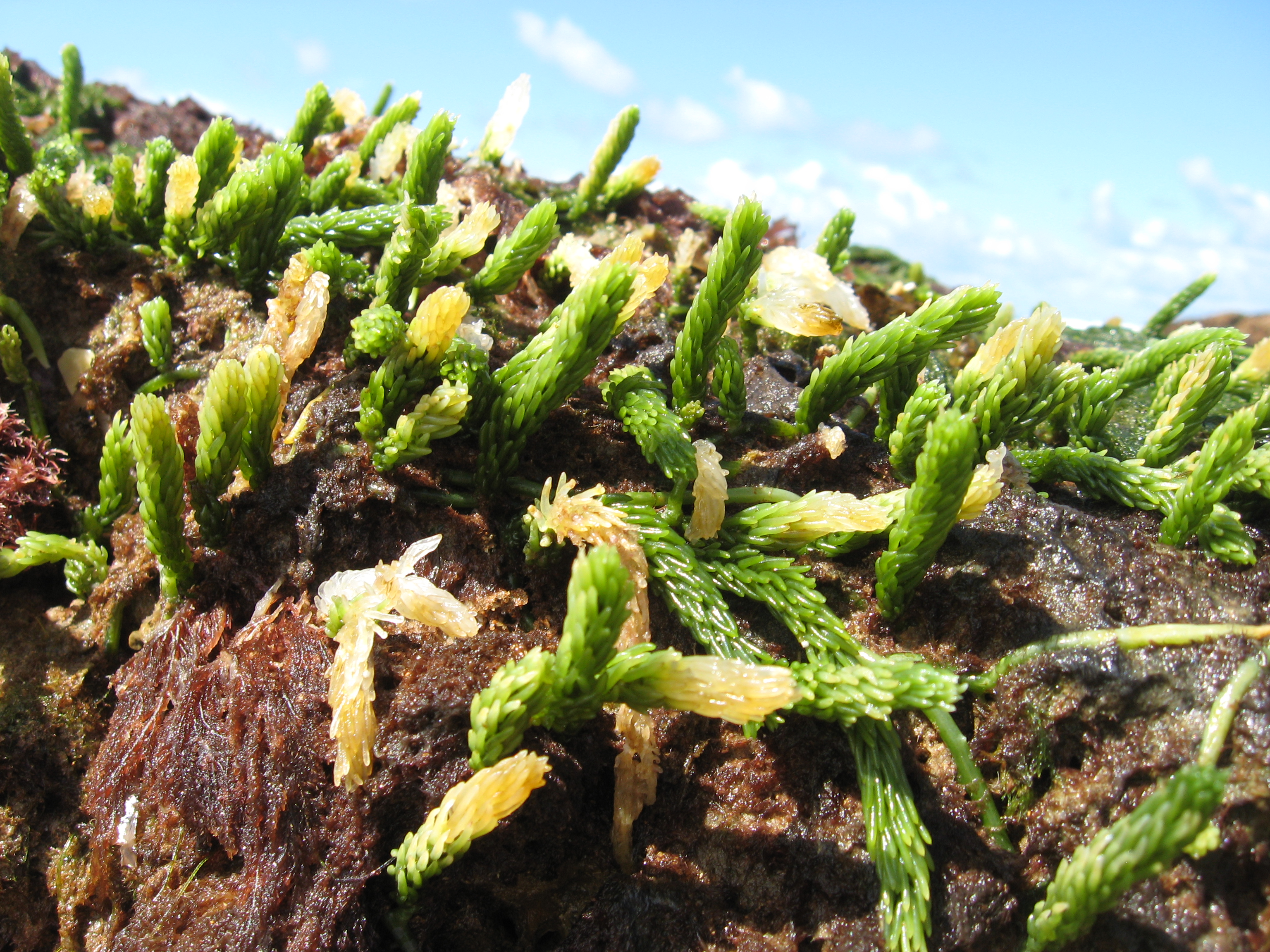
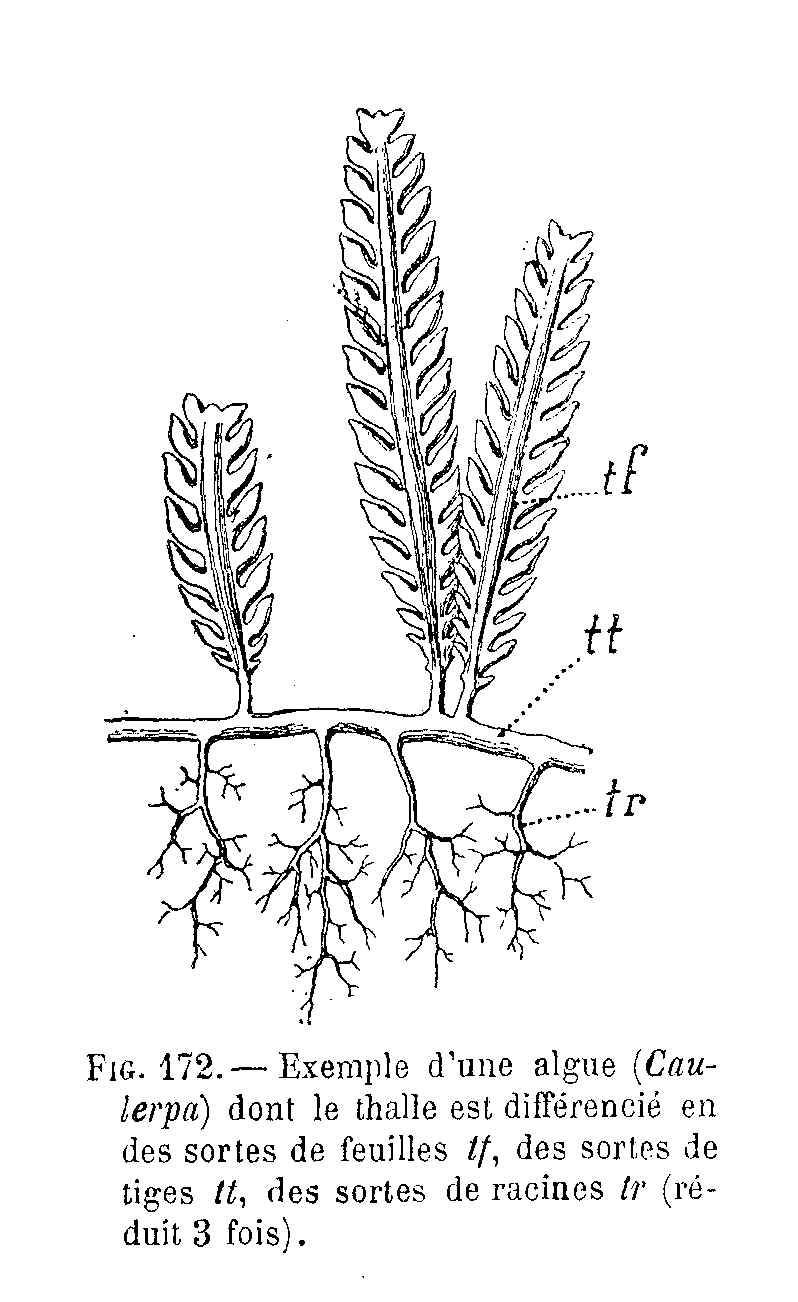